# میمون پشت‌سرخ
میمون پشت سرخ (نام علمی: Cercopithecus roloway) نام یک گونه از زیرخانواده دم‌درازیان است.